# 上都镇
上都镇，由敦达浩特镇（意“中城镇”）和上都音高勒苏木（意“上都河苏木”）合并而来，是中华人民共和国内蒙古自治区锡林郭勒盟正蓝旗下辖的一个镇，因上都河（上都音高勒）而得名，位于元上都（今五一种畜场）以西。

## 行政区划
上都镇下辖以下地区：
温都尔额日和社区、浩雅尔宝恩巴社区、上都音高勒社区、夏日登吉社区、敖包希热社区、乃日音希热社区、菜园村、黄旗嘎查、阿敦呼都嘎嘎查、青格勒图嘎查、四郎城嘎查、巴彦乌拉嘎查、巴彦高勒嘎查、上都音高勒嘎查、伊日勒吉呼嘎查、卓伦高勒嘎查、巴彦吉呼郎嘎查、阿日宝拉格嘎查、敖伦毛都嘎查、恩格尔宝拉格嘎查和阿尔善图牧场。